# Vyslanci
Vyslanci je obraz německého renesančního malíře Hanse Holbeina mladšího, který vznikl v Londýně na jaře 1533. Olejomalba na dřevě o rozměrech 206 × 209 cm
visí v londýnské Národní galerii. 
Identita zobrazených mužů nebyla dlouho známa, až roku 1900 Mary Herveyová zjistila, že jde o francouzské vyslance na dvoře Jindřicha VIII. Jeana de Dintevillea (nalevo) a Georgese de Selve (vpravo), který byl již od sedmi let věku biskupem v Lavauru. Kdo a proč portrét objednal, není známo. 

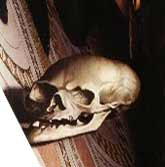
Detail lebky z šikmého pohledu

Obraz patří k Holbeinovým nejlepším pracím. Pro malíře typické je pečlivé zobrazení detailů oděvů a věcí. Mezi oběma muži stojí skříňka s předměty, které poukazují k jejich společným zájmům: astronomii, matematice, teologii, geografii a hudbě.  
Dílo je proslulé optickou iluzí: podlouhlý předmět ležící v popředí na podlaze mezi oběma vyslanci je lebka, motiv vanitas. Lze ji však jako takovou rozpoznat pouze při pohledu na obraz zboku pod velmi ostrým úhlem, protože je značně deformovaná (anamorfická, perspektivně zkreslená). Je tedy možné, že obraz měl viset na schodišti, kde by byl pozorován zešikma, a lebka se tak mohla uplatnit.